# Batalla de Kunduzca

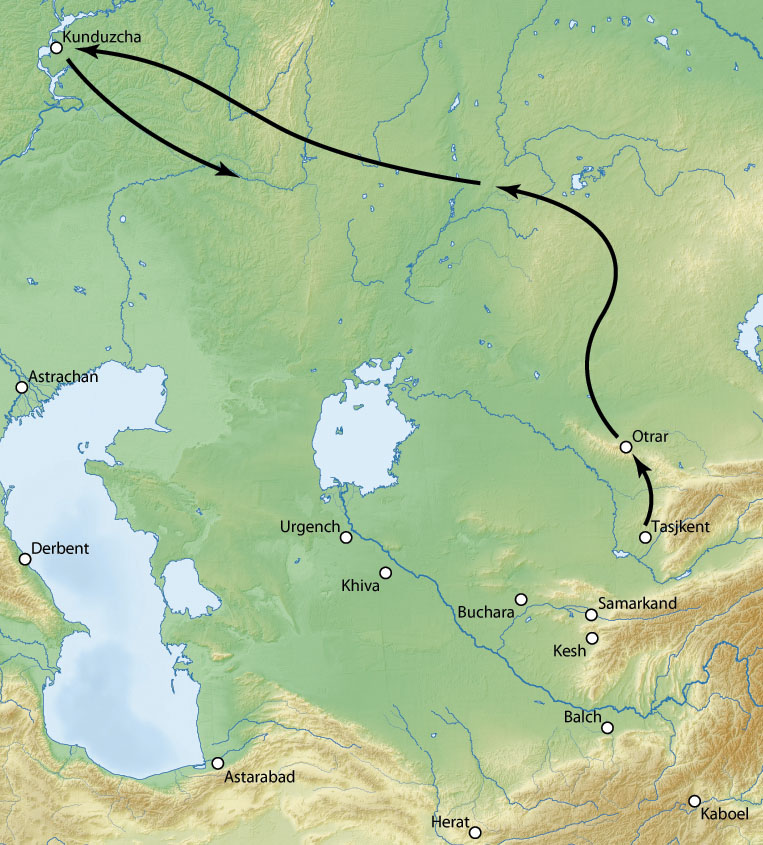
Campanya de Tamerlà

La batalla de Kunduzcha fou un enfrontament decisiu entre les forces del kan de Kiptxak, Toktamish, i les de Tamerlà. Aquest va obtenir la victòria i va destruir el poder del seu adversari.
La batalla agafa el nom d'un riu (Kunduzca, Kunduzcha o Kondurcha) i es va lliurar a la seva rodalia, en un punt proper on després hi va haver la ciutat d'Orenburg, en territori del modern oblast de Samara. Es va lliurar el 19-20-21 de juny de 1391.

## Preludis de la batalla
Timur va preparar el seu exèrcit de manera tradicional amb dues ales i un centre, però va incorporar una avantguarda a cada ala (a mes de la del centre) i al centre hi hauria la reserva o sigui en total set divisions. El centre fou posat sota comandament de Muhammad Sultan, el net preferit de Timur. Shah Mahmud Khan (el kan fill del Khan Suyargatmish Khan) lideraria l'avantguarda central. Umar Xaikh lideraria l'ala esquerra amb les seves tropes d'Andijan; Miran Shah dirigiria la dreta. L'amir Saif al-Din Barles va liderar l'avantguarda de l'ala esquerra; Timur dirigiria la rereguarda.
Toktamish també va disposar el seu exèrcit en tres cossos (centre, dreta i esquerra); tots els comandants eren prínceps tuluïdes: Tash Timur, Bykia Ruk, Ilikmish, Bik Pulad, Ali Aglan, Xinta Aglan i altres així com amirs d'alt prestigi. Sulayman Sufi Kungrat, Nuruz Kungrat, Aktau, Akbuta, Orosionk Kayat, Aisa Beg (germà d'Aideku), Ajan Beg, Sarai Beg, Kuke Bugha, Yagline Behrin, Kongurbi i altres
Abans de la batalla Timur va ordenar públicament desembalar i aixecar les seves sumptuoses tendes i pavellons i posar les seves catifes en una demostració deliberada de menyspreu per l'Horda enemiga i un exercici de guerra psicològica propi de la seva imaginació i audàcia. Segons la crònica, tot i que les forces de Toktamish eren més nombroses que els tàtars, aquesta actuació, que va durar onze hores, va trencar la seva moral. El 18 de juny de 1391 les línies dels dos exèrcits s'estenien diversos kilòmetres. Invocacions religioses van precedir la batalla.

## La batalla
Just a la dreta de Timur, l'ala manada per Miran Shah, es va produir el primer atac de l'Horda d'Or o Kiptxak i la primera carrega del príncep contra l'esquerra de Toktamish. Les línies d'aquesta s'estenien en semicercle amb les ales solapant els flancs de Timur. Els combats van ser furibunds però indecisos, sense que cap dels dos costats es trenqués. A la confusió general que va seguir al primer atac, Timur va aprofitar per aconseguir l'avantatge pel costat dret i al centre. En resposta, Toktamish va dirigir la seva ala dreta contra l'enemic dirigit per Umar Xaikh, apartant-lo del cos principal de l'exèrcit amb l'ajuda del seu major nombre i amenaçant d'embolicar-lo completament. Però, en plena acció, la confusió es va introduir de sobte quan van veure que l'estàndard de Toktamish s'havia esvaït del camp. Era un signe segur de que el seu líder era mort. De fet, estava viu, però havia abandonat els seus homes i havia fugit del camp de batalla, segons Yazdi "per por i desesperació”. El pànic va afectar els kiptxaks i es va estendre per les seves files. Ben aviat, l'exèrcit que estava a punt de derrotar a Timur es trobava en una fugida en la que era perseguit i massacrat sense pietat pels timúrides. "Per l'espai de quaranta llegues (prop de 200 km) els van perseguir i en tot l'espai no es podia veure res mes que sang i les planes cobertes de cadàvers morts ", segons va escriure Yazdi. Cent mil homes i dones van perdre la vida a la batalla de Kunduzcha. El campament de l'enemic va caure a mans dels timúrides. Els soldats de l'Horda van fugir a l'est cap al Volga però foren perseguits i molts massacrats.